# 神田鯉栄
神田 鯉栄（かんだ りえい、1973年12月25日 - ）は、埼玉県川口市出身の講談師。本名：金杉 幸子。草加市在住。2011年4月より草加文化大使に就任。

## 経歴
埼玉県立川口東高等学校を経て、シアトル国際短期大学JAPAN観光科を卒業。旅行添乗員を経て3代目神田松鯉に入門。日本講談協会前座となる。
- 2002年2月∶落語芸術協会で前座となる「きらり」
- 2006年
  - 4月∶日本講談協会で二ツ目昇進。
  - 10月∶落語芸術協会で二ツ目昇進。
- 2014年10月∶読売杯争奪 激突！二ツ目バトル優勝
- 2016年5月∶三笑亭可風、橘ノ圓満とともに真打昇進。

2020年11月より、体調不良のため休養している。

## CD
- 神田きらり 珠玉の講談名演集「寛永三馬術 誉れの梅花」「美ヶ原温泉そば繁盛記」(フリーボード、2009年4月)
- 神田鯉栄 講談傑作選（2枚組）「山内一豊～出世の馬揃い」「寛永力士伝～笹風の情け相撲」「赤穂義士銘々伝～赤垣源蔵徳利の別れ」 「まくら」「白鳥・鯉栄のスペシャルトーク」「任侠流山動物園（作・三遊亭白鳥）」（テイト、2020年11月）

## 弟子
- 神田栄太（廃業）